# پژو تیپ ۶
پژو تیپ ۶ (انگلیسی: Peugeot Type 6)
یک ماشین کوچک پژو بود که دارای موتور ۵۶۵ سی سی  ۲ سیلندر بود. این خودرو فقط در ۱۹۸۴ ارائه شد. از این خودرو فقط ۷ دستگاه ساخته شد و تنها یکی از‌آنها در حال حاضر موجود است که در موزه لوومن در هلند باقی مانده است.